# Gazela
Gazela (in lingua serba Газела) è il più importante ponte di Belgrado (Serbia) attraverso il fiume Sava.
Il ponte è lungo 332 m e ampio 27,5 m, con tre corsie per senso di marcia per un totale di 21,8 m di strada. È costruito con una combinazione di ponte a trave e ad arco. L'altezza massima della campata è di 22,8 m sul livello medio dell'acqua.  È stato progettato da un gruppo di ingegneri capitanato da Milan Đurić e costruito nel periodo 1966-1970 dall'azienda Mostogradnja di Belgrado.
Il ponte fa parte dell'autostrada cittadina ed è il collegamento principale fra la città e la Nuova Belgrado; sostiene anche il traffico in transito della Strada europea E70 e della E75 che collega Belgrado a Niš verso sud e a Novi Sad verso nord. È quindi sovraccarico e causa di frequenti ingorghi. Di media più di 160000 veicoli lo percorrono ogni giorno anche se è stato progettato per essere usato da 40000.